# Hans Nikolai Frenssen
Hans Nikolai Frenssen (* 28. Mai 1798 in Flensburg; † 11. August 1833 in Tinnum) war ein deutscher Jurist und Landvogt von Sylt.

## Leben und Wirken
Hans Nikolai Frenssen war ein Sohn von Hans Nikolaus Frenssen (* 1767 in Barlt; † 1824 in Flensburg) und dessen Ehefrau Anna Maria, geborene Thueseng (* 1775 in Flensburg; † 1814 ebenda). Der Vater stand dem Flensburger Gotthard und Anna Hansen Hospital vor. Er hatte einen Bruder namens Christian (1808–1867), der als Pastor wirkte. Ein Bruder seines Vaters namens Johann Friedrich (1772–1833) war der Urgroßvater des Schriftstellers Gustav Frenssen.
Frenssen besuchte die Flensburger Lateinschule und studierte von 1816 bis 1821 die Rechte an der Universität Kiel und der Universität Heidelberg. 1821 legte er in Gottorf das juristische Examen ab. Anschließend arbeitete er als Untergerichtsadvokat in Flensburg und von 1823 bis 1831 als Sekretär am Obergericht Gottorf. Am 10. Dezember 1831 wurde er zum Sylter Landvogt ernannt, wo er auf Uwe Jens Lornsen folgte. Er übte dieses Amt von Februar 1832 bis zum Lebensende aus.
Während Frenssens kurzer Schaffenszeit wünschten die Sylter eine neue Kommunalverfassung. Er beteiligte sich als Berater an den Vorarbeiten für eine entsprechende Reform der Landschaftsverfassung. Dabei versuchte er, bei Konflikten zu vermitteln. Den Entscheidungen der Sylter Landesgevollmächtigten griff er nicht vor und nahm Rücksicht auf deren Rechts- und Freiheitsempfinden. Jens Bleicken, der dem Kollegium der Landesgevollmächtigten vorstand, sagte, dass sich Frenssen in den Verhandlungen „edel und von feinsinniger Denkungsart“ gezeigt habe. Frenssen sollte die finale Fertigstellung des Verfassungsentwurfs übernehmen.
Frenssen konnte seine Arbeiten nicht fertigstellen. Er starb im August 1833, angeblich nach kurzer Krankheit. Auf Sylt sind bis heute Mutmaßungen im Umlauf, nach denen er sich das Leben nahm. Gustav Frenssen verarbeitete den Lebenslauf des Landvogts 1943 in dem Gedicht „Der Landvogt von Sylt“.